# Super Bowl XXXV
Super Bowl XXXV var den 35:e upplagan av Super Bowl, finalmatchen i amerikansk fotbolls högsta liga, National Football League, för säsongen 2000. Matchen spelades den 28 januari 2001 mellan Baltimore Ravens och New York Giants. De kvalificerade sig genom att vinna slutspelet i konferenserna American Football Conference respektive National Football Conference.
Värd för Super Bowl XXXV var Raymond James Stadium i Tampa i Florida. 